# Lante (Kadrina)
Lante es un pueblo ubicado en el municipio de Kadrina, en el condado de Lääne-Viru, Estonia.

## Superficie
Posee una superficie de 5,474 kilómetros cuadrados.

## Demografía
Hasta 2021 la población era de 22 habitantes, con una densidad de población de 4,019 habitantes por kilómetro cuadrado.